# 甲賀看護専門学校
甲賀看護専門学校（こうかかんごせんもんがっこう）は、滋賀県甲賀市水口町にある専修学校。

## 沿革
- 2000年（平成12年） - 保健師助産師看護師法第21条第2号の規定により看護師養成所として厚生大臣の指定を受ける[1]。
- 2001年（平成13年） - 学校教育法第130条の8第2項の規定に基づき、滋賀県教育委員会より設置を許可され、開校する。

## 教育

### 教育理念
看護は、あらゆる健康レベルにある個人及び家族、集団に対して、その人々が望ましい健康状態を自ら獲得し、保持増進できるように、また、病気や障害で苦しんでいる人々の人権を護り、その人らしい社会生活が営めるように支援していくヒューマンサービスである。そして、人のこころとからだを看取るこの活動には、看護職者の豊かな感性と知性が求められる。
本校では、この考えに基づき、看護に必要な知識・技術・態度を教授し、保健・医療・福祉にわたる広い視野と科学的思考を基盤とした看護の実践力を養うと共に、生命の尊重と人間愛を基調とした豊かな人間性を育み、自分の考えをもった行動力のある人材育成を目ざすものである。

### 学科
- 看護学科（3年制）

### 取得可能な資格
- 看護師国家試験受験資格[3]
- 大学3年次編入学試験受験資格
- 保健師養成所入学試験受験資格
- 助産師養成所入学試験受験資格
- 専門士（医療専門課程）称号

## 年間行事
- 4月：入学式、1年次オリエンテーション、親睦会、防災訓練[4]
- 5月：健康診断
- 6月：宿泊研修
- 8月：夏季休業
- 10月：チューリップ祭、特別講演
- 12月：冬季休業
- 1月：基礎看護学実習Ⅰ
- 2月：成人看護学実習Ⅰ、看護師国家試験
- 3月：卒業式

## 施設

### アクセス
- 電車の場合
  - 貴生川駅（JR草津線、近江鉄道、信楽高原鐵道）より徒歩15分
  - 貴生川駅北口よりバス約3分　甲賀市コミュニティバス　バス停「看護学校」にて下車。
- 車の場合
  - 名神高速道路　＊栗東ICから約45分　＊竜王ICから約30分　＊八日市ICから約45分
  - 名阪国道　＊亀山ICから約40分　＊上柘植ICから約30分
  - 新名神高速道路　＊甲賀土山ICから約20分　＊信楽ICから約13分　＊甲南ICから約10分

### 各階の施設
- 1階：学生ホール、図書館、在宅実習室、建教館
- 2階：教室、調理実習室、情報科学室、視聴覚室
- 3階：基礎実習室